# حبابة (جارية)
حبابة هي جارية عاشت في العصر الأموي، وكانت ملكاً للخليفة الأموي يزيد بن عبد الملك، وقصتها معه مشهورة، وقد ماتت في بيت رأس ودفنت هناك.

## قصتها
تتلخص قصة حبابة حسب معظم الروايات، أنه كان للخليفة قصرٌ في إربد كان ينزله متى أراد، وكان يستخدمه للهو والسرور والاستراحة في رحلات الصيد التي كان يقوم بها في الصحراء الأردنية، وفي إحدى المرات قام برحلة تنزه إلى بيت راس وأخذ يلهو هناك مع جاريته حبابه ويأكلان الرمان والعنب، حتى شرقت هذه الجارية بحبّة عنب فلفظت أنفاسها بين يديه، فجنَّ جنونه على موتها بهذه الصورة المفجعة، فأبقاها ثلاث ليال وهو يشمها ويقبّلها، ويذرف الدمع على فراقها، حتى عاب عليه أقاربه وحاشيته ما يصنع، فأذن لهم بغسلها ودفنها في ثرى بيت رأس.
أما الخليفة يزيد فقد رجع إلى قصره في إربد، ومكث بعدها أربعين يوما، ثم لفظ أنفاسه حزنا عليها، وقيل أنه دُفن حيث مات في إربد، والأرجح أنه نقل على أكتاف الرجال إلى دمشق ليوارى هناك في حدود سنة 105 هـ/724 م.
لكن كون العديد من الروايات لهذه القصة وقصص أخرى تشبهها عن ذات الخليفة غير مؤكدة كونها موضوعة أو مُبالغاً في روايتها للتركيز على عشق الخليفة المزعوم للجاريات، وقد ذكر بعض المؤرخين ومنهم المؤرخ ابن تغرى بردي صاحب كتاب النجوم الزاهرة رفضهم لمثل هذه الروايات ومبالغاتها ويردونها إلى نقمة العباسيين المتمردين على الأمويين وخاصة في هذه الفترة من أواخر حكم الأمويين، وأنها مدسوسة ومغرضة.

## في السينما والتلفزيون
- ظهرت شخصية حبابة جارية يزيد بن عبد الملك في فيلم حبابة عام 1944 باسمها إخراج نيازي مصطفى وقامت بدورها عزيزة أمير.
- ظهرت في المسلسل المصري الحسن البصري عام 2000 وقامت بتجسيد الدور منال سلامة.[2]
- ظهرت في المسلسل السوري فارس بني مروان عام 2004 من إخراج نجدت إسماعيل أنزور ، وقد قامت بتجسيد دورها درة زروق.[3]